# Ramón Riera Moliner
Ramón Riera Moliner (Barcelona, 1875-1937) fue un litógrafo y dibujante español, englobado en el llamado posmodernismo catalán.

## Biografía
Su familia se dedicaba a la litografía, oficio que continuó. Fue miembro de un grupo de artistas que se reunía en la taberna El Rovell de l'Ou («la yema del huevo»), en la calle Hospital de Barcelona, entre los que destacaban los pintores Pere Ysern, Mariano Pidelaserra, Josep-Víctor Solà y los hermanos Ramón y Julio Borrell, además del escultor Emili Fontbona y los dibujantes Cayetano Cornet, Filibert Montagut y Joan Comellas Viñals, la mayoría alumnos de la Academia Borrell. El grupo editó una revista manuscrita titulada Il Tiberio (1896-1898).
Participó en varias Exposiciones de Bellas Artes de Barcelona entre 1894 y 1898. Como dibujante, colaboró con la revista L'Esquella de la Torratxa (1895-1903), donde desarrolló un humorismo cercano a la sociedad Niu Guerrer.